# Hamilton, Bermuda
Hamilton là thủ đô của lãnh thổ hải ngoại Bermuda. Đây là trung tâm tài chính, địa điểm du lịch và hải cảng chính của Bermuda.

## Khí hậu
| Dữ liệu khí hậu của Hamilton, Bermuda       | Dữ liệu khí hậu của Hamilton, Bermuda | Dữ liệu khí hậu của Hamilton, Bermuda | Dữ liệu khí hậu của Hamilton, Bermuda | Dữ liệu khí hậu của Hamilton, Bermuda | Dữ liệu khí hậu của Hamilton, Bermuda | Dữ liệu khí hậu của Hamilton, Bermuda | Dữ liệu khí hậu của Hamilton, Bermuda | Dữ liệu khí hậu của Hamilton, Bermuda | Dữ liệu khí hậu của Hamilton, Bermuda | Dữ liệu khí hậu của Hamilton, Bermuda | Dữ liệu khí hậu của Hamilton, Bermuda | Dữ liệu khí hậu của Hamilton, Bermuda | Dữ liệu khí hậu của Hamilton, Bermuda |
| Tháng                                       | 1                                     | 2                                     | 3                                     | 4                                     | 5                                     | 6                                     | 7                                     | 8                                     | 9                                     | 10                                    | 11                                    | 12                                    | Năm                                   |
| ------------------------------------------- | ------------------------------------- | ------------------------------------- | ------------------------------------- | ------------------------------------- | ------------------------------------- | ------------------------------------- | ------------------------------------- | ------------------------------------- | ------------------------------------- | ------------------------------------- | ------------------------------------- | ------------------------------------- | ------------------------------------- |
| Cao kỉ lục °C (°F)                          | 25.4 (77.7)                           | 26.1 (79.0)                           | 26.1 (79.0)                           | 27.2 (81.0)                           | 30.0 (86.0)                           | 32.2 (90.0)                           | 33.1 (91.6)                           | 33.9 (93.0)                           | 33.2 (91.8)                           | 31.7 (89.0)                           | 28.9 (84.0)                           | 26.7 (80.0)                           | 33.9 (93.0)                           |
| Trung bình ngày tối đa °C (°F)              | 20.7 (69.3)                           | 20.4 (68.7)                           | 20.8 (69.4)                           | 22.2 (72.0)                           | 24.6 (76.3)                           | 27.5 (81.5)                           | 29.7 (85.5)                           | 30.1 (86.2)                           | 29.1 (84.4)                           | 26.7 (80.1)                           | 23.9 (75.0)                           | 21.7 (71.1)                           | 24.8 (76.6)                           |
| Trung bình ngày °C (°F)                     | 18.3 (64.9)                           | 18.0 (64.4)                           | 18.2 (64.8)                           | 19.6 (67.3)                           | 22.0 (71.6)                           | 25.0 (77.0)                           | 27.2 (81.0)                           | 27.6 (81.7)                           | 26.6 (79.9)                           | 24.4 (75.9)                           | 21.6 (70.9)                           | 19.5 (67.1)                           | 22.3 (72.2)                           |
| Tối thiểu trung bình ngày °C (°F)           | 15.8 (60.4)                           | 15.4 (59.7)                           | 15.8 (60.4)                           | 17.2 (63.0)                           | 19.8 (67.6)                           | 22.8 (73.0)                           | 24.9 (76.8)                           | 25.1 (77.2)                           | 24.3 (75.7)                           | 22.1 (71.8)                           | 19.3 (66.7)                           | 17.2 (63.0)                           | 19.9 (67.9)                           |
| Thấp kỉ lục °C (°F)                         | 7.2 (45.0)                            | 6.3 (43.3)                            | 7.2 (45.0)                            | 8.9 (48.0)                            | 12.1 (53.8)                           | 15.2 (59.4)                           | 16.1 (61.0)                           | 20.0 (68.0)                           | 18.9 (66.0)                           | 14.4 (58.0)                           | 12.4 (54.3)                           | 9.1 (48.4)                            | 6.3 (43.3)                            |
| Lượng Giáng thủy trung bình mm (inches)     | 139 (5.47)                            | 124 (4.87)                            | 120 (4.72)                            | 106 (4.17)                            | 89 (3.52)                             | 120 (4.71)                            | 132 (5.21)                            | 162 (6.38)                            | 129 (5.09)                            | 160 (6.31)                            | 99 (3.88)                             | 110 (4.33)                            | 1.490 (58.66)                         |
| Số ngày giáng thủy trung bình (≥ 0.01 inch) | 18                                    | 16                                    | 16                                    | 12                                    | 10                                    | 11                                    | 13                                    | 15                                    | 14                                    | 15                                    | 14                                    | 15                                    | 169                                   |
| Độ ẩm tương đối trung bình (%)              | 73                                    | 73                                    | 73                                    | 74                                    | 79                                    | 81                                    | 80                                    | 79                                    | 77                                    | 74                                    | 72                                    | 72                                    | 76                                    |
| Số giờ nắng trung bình tháng                | 142.9                                 | 144.5                                 | 185.7                                 | 228.1                                 | 248.1                                 | 257.2                                 | 281.0                                 | 274.1                                 | 220.1                                 | 197.5                                 | 170.3                                 | 142.5                                 | 2.492                                 |
| Nguồn: BWS                                  |                                       |                                       |                                       |                                       |                                       |                                       |                                       |                                       |                                       |                                       |                                       |                                       |                                       |

## Liên kết
- The Corporation of Hamilton Lưu trữ ngày 15 tháng 9 năm 2009 tại Wayback Machine municipal government website
- Hamilton Bermuda From Bermuda Attractions
- City of Hamilton Lưu trữ ngày 20 tháng 4 năm 2006 tại Wayback Machine Bermuda Island.net's detailed History